# تريفور بوين
تريفور بوين (بالإنجليزية: Trevor Bowen)‏ (و. 1941 – م) هو ممثل، وكاتب سيناريو، وكاتِب، من المملكة المتحدة، ولد في يانغون.

## وصلات خارجية
- تريفور بوين على موقع IMDb (الإنجليزية)
- تريفور بوين على موقع ألو سيني (الفرنسية)
- تريفور بوين على موقع أول موفي (الإنجليزية)
- تريفور بوين على موقع أول موفي (الإنجليزية)
- تريفور بوين على موقع قاعدة بيانات الأفلام السويدية (السويدية)
- تريفور بوين على موقع قاعدة بيانات الفيلم (الإنجليزية)
- تريفور بوين على موقع كينوبويسك (الروسية)